# منتخب هولندا لكرة اليد
منتخب هولندا الوطني لكرة اليد (بالهولندية: Nederlands handbalteam)‏ هو ممثل هولندا الرسمي في المنافسات الدولية في كرة اليد .